# Jack Thorne (matemático)
Jack A. Thorne (1987) é um matemático britânico, que trabalha com teoria dos números e aspectos aritméticos do programa Langlands, especialista em teoria algébrica dos números.
Thorne recebeu o Prêmio Whitehead de 2017. Foi palestrante convidado do Congresso Internacional de Matemáticos no Rio de Janeiro (2018: Potential automorphy of Ĝ-local systems). Recebeu também o Prêmio SASTRA Ramanujan de 2018.